# Nei Severiano Dias
Nei Severiano Dias (Rio de Janeiro, 10 de maio de 1953), é um ex-futebolista brasileiro que atuava como lateral-direito. É irmão do ex-atacante Nílson Dias.

## Carreira
Revelado pelo Botafogo, Nei Dias jogou no Glorioso de 1969 a 1974. Jogou pelo Flamengo em 1981, o ano mais glorioso da história do clube. Apesar de ter jogado poucas partidas pelo Rubro-Negro, esteve presente em títulos importantes. Foi titular em dois jogos decisivos: entrou no lugar de Lico machucado, nas finais da Taça Libertadores da América 1981, e de Tita suspenso, na final do Campeonato Carioca do mesmo ano.

## Estatísticas
Até 10 de setembro de 1990.

### Clubes
| Clube             | Temporada         | Campeonato nacional | Campeonato nacional | Campeonato nacional | Copa nacional[a] | Copa nacional[a] | Copa nacional[a] | Competições continentais[b] | Competições continentais[b] | Competições continentais[b] | Outros torneios[c] | Outros torneios[c] | Outros torneios[c] | Total | Total | Total   |
| Clube             | Temporada         | Jogos               | Gols                | Assist.             | Jogos            | Gols             | Assist.          | Jogos                       | Gols                        | Assist.                     | Jogos              | Gols               | Assist.            | Jogos | Gols  | Assist. |
| ----------------- | ----------------- | ------------------- | ------------------- | ------------------- | ---------------- | ---------------- | ---------------- | --------------------------- | --------------------------- | --------------------------- | ------------------ | ------------------ | ------------------ | ----- | ----- | ------- |
| Flamengo          | 1981              | 3                   | 0                   | 0                   | —                | —                | —                | 5                           | 0                           | 0                           | 14                 | 0                  | 0                  | 22    | 0     | 0       |
| Flamengo          | Total             | 3                   | 0                   | 0                   | 0                | 0                | 0                | 5                           | 0                           | 0                           | 14                 | 0                  | 0                  | 22    | 0     | 0       |
| Flamengo          | 1990              | —                   | —                   | —                   | —                | —                | —                | —                           | —                           | —                           | 2                  | 0                  | 0                  | 2     | 0     | 0       |
| Flamengo          | Total             | 0                   | 0                   | 0                   | 0                | 0                | 0                | 0                           | 0                           | 0                           | 2                  | 0                  | 0                  | 2     | 0     | 0       |
| Total na carreira | Total na carreira | 3                   | 0                   | 0                   | 0                | 0                | 0                | 5                           | 0                           | 0                           | 16                 | 0                  | 0                  | 24    | 0     | 0       |

- a. ^ Jogos da Copa do Brasil
- b. ^ Jogos da Copa Libertadores da América
- c. ^ Jogos do Torneio Triangular João Havelange, Copa Punta Del Este, Campeonato Carioca e Amistoso

|          | Data                   | Local                                   | Resultado | Adversário        | Gols | Assist. | Competição                           |
| -------- | ---------------------- | --------------------------------------- | --------- | ----------------- | ---- | ------- | ------------------------------------ |
| Flamengo |                        |                                         |           |                   |      |         |                                      |
|          | 13 de outubro de 1981  | Félix Capriles, Cochabamba, Bolívia     | 2–1       | Jorge Wilstermann | 0    | 0       | Copa Libertadores da América de 1981 |
|          | 23 de outubro de 1981  | Maracanã, Rio de Janeiro, Brasil        | 3–0       | Deportivo Cali    | 0    | 0       | Copa Libertadores da América de 1981 |
|          | 28 de outubro de 1981  | Maracanã, Rio de Janeiro, Brasil        | 4–1       | Jorge Wilstermann | 0    | 0       | Copa Libertadores da América de 1981 |
|          | 20 de novembro de 1981 | Estádio Nacional, Santiago, Chile       | 0–1       | Cobreloa          | 0    | 0       | Copa Libertadores da América de 1981 |
|          | 23 de novembro de 1981 | Estádio Centenário, Montevidéu, Uruguai | 2–0       | Cobreloa          | 0    | 0       | Copa Libertadores da América de 1981 |

## Títulos
Botafogo
- Campeonato Carioca Sub-17: 1969 e 1970

Flamengo
- Copa Punta Del Este: 1981
- Taça Guanabara: 1981
- Copa Libertadores da América: 1981
- Campeonato Carioca: 1981
- Copa Intercontinental: 1981